# 魚谷常吉
魚谷常吉（うおや つねきち、1894年8月14日 - 1964年4月14日）は、日本の臨済宗の僧、料理研究家。幼名は昇。号は宗関。兵庫県神戸の実家の料亭「西魚善」を継ぐ。1937年出家し、1941年和歌山県の宝光寺住職となる。『味覚法楽』『滋味風土記』などの著作がある。

## 著書
- 『四季酒の肴』斗南書院, 1935
- 『滋味風土記』秋豊園出版部, 1935
- 『茶料理』河原書店, 1935
- 『魚料理』秋豊園出版部, 1936
- 『きのこ料理』秋豊園出版部, 1936
- 『精進料理』秋豊園出版部, 1936
- 『僧房の料理』河原書店, 1936
- 『長寿料理』秋豊園出版部, 1936
- 『茶懐石』河原書店, 1936
- 『味覚法楽』秋豊園出版部, 1936　中公文庫、平野雅章編、1991
- 『料理読本』平野書房, 1936
- 『野鳥料理』秋豊園出版部, 1936
- 『郷土風味』秋豊園出版部, 1937
- 『ちん味百選』秋豊園出版部, 1937
- 『日本料理教本』平野雅章 編. 東京書房社, 1981.3